# Rio Ceair (Urluia)
O Rio Ceair (Urluia) é um rio da Romênia, afluente do Urluia, localizado no distrito de Constanţa.